# اولشووکا (شهرستان کوو)
اولشووکا (به لهستانی:  Olszówka) یک روستا در لهستان است که در گمینا اولشووکا واقع شده‌است. اولشووکا ۴۴۰ نفر جمعیت دارد.